# Guarda Nacional (México)
A Guarda Nacional é uma instituição que serve como polícia nacional dos Estados Unidos Mexicanos, cuja função é fornecer segurança pública ao país. É um órgão descentralizado da Secretaria de Segurança e Proteção do Cidadão, cujo secretário é o comandante originário da instituição, conduzindo suas operações através do Comandante Operacional da Guarda Nacional. Ela foi criada por decreto no Jornal Oficial da Federação, em 26 de março de 2019, como parte da estratégia do presidente Andres Manuel Lopez Obrador para combater o crime organizado, em substituição à Gendarmeria Nacional.

## História
Antecedentes
A figura da Guarda Nacional existe constitucionalmente no México desde o século XIX, e foi uma evolução das milícias e dos regulares que formaram o exército do vice-reino e, na época da independência do nacional, em 1821, eles formaram um contingente de milícias voluntárias e pouco treinadas que, juntas ao contingente profissional e regular, formaram o Exército Mexicano durante o Império e a República. Na véspera das guerras mais importantes que a nação enfrentaria naquele século, a milícia da guarda estava sempre na vanguarda da defesa. Embora não tenha tido sucesso na hora de defender a nação, pois em seus confrontos mais famosos eles sofreram baixas exorbitantes, perdendo em San Jacinto, Resaca de la Palma, Monterrey, Veracruz, Cerro Gordo, etc. No entanto, eles tiveram uma participação marcante na controversa batalha de La Angostura e na reconhecida Primeira Batalha de Puebla, travada em 5 de maio. No entanto, durante a Segunda intervenção francesa, as milícias e a estrutura central do exército caíram no caos até se tornar uma organização liderada por caudilhos com uma obrigação apenas nominal ao governo de Benito Juárez. Isso levou a Guarda Nacional a se tornar exércitos praticamente privados, leais à pátria e seu general, e não ao presidente. Eventualmente, os sucessos do general Diaz no oeste, os fracassos da França em Tabasco e Nuevo León, juntamente com a oportuna intervenção americana, levaram os remanescentes da Guarda a obter uma vitória improvável. Com o governo de Porfirio Díaz, a influência da guarda e do exército clássico das milícias foi reduzida e ele decidiu criar uma formação militar profissional e leal ao governo. No entanto, as formações das milícias continuaram a fazer parte do exército. Finalmente, a guarda foi abandonada com as reformas militares de Joaquín Amaro Domínguez, que decidiu criar um exército eficiente e profissional. Essas reformas ocorreram durante a década de 1920 e terminaram em 1935. É considerada a primeira organização cidadã de natureza militar no México que ganhou grande peso nacional.
Criação
Em 14 de novembro de 2018, durante a transição de governo foi anunciada a intenção de criar um novo órgão de segurança chamado a "Guarda Nacional". Para isso, diversos artigos da Constituição Política dos Estados Unidos Mexicanos tiveram que ser modificados.
Conformação
Após sua criação, a Guarda Nacional foi inicialmente híbrida, uma vez que seu treinamento e disciplina estavam a cargo da Secretaria de Defesa Nacional (SEDENA) e da Secretaria da Marinha (SEMAR) e seu comando na Secretaria de Segurança e Proteção ao Cidadão. Além do processo de recrutamento de elementos civis, sua formação básica era composta pelas polícias militar do Exército, e da Marinha, além da Polícia Federal, absorvendo essas corporações.

## Poderes da Guarda Nacional
De acordo com o artigo 9 da Lei da Guarda Nacional, entre seus poderes estão:
- Proteja a integridade das pessoas e sua herança. Garantir, manter e restaurar a ordem e a paz social.
- Impedir a prática de crimes em todo o país, bem como conduzir investigações para atingir esse objetivo.
- Execute tarefas de verificação para a prevenção de infrações administrativas.
- Receba reclamações, verifique sua veracidade e divulgue-as ao Ministério Público.
- Realize inteligência, operações secretas e simuladas de usuários na internet.
- Intervir em telecomunicações pessoais com a autorização de um juiz.
- Conduzir, sob a direção do Ministério Público, a investigação de crimes cometidos.
- Cumprir os mandados de prisão e realizar prisões sob as disposições do artigo 16 da constituição.
- Preste atenção às vítimas e testemunhas do crime.
- Colaborar com outras autoridades federais nas funções de monitoramento, verificação e inspeção e em operações conjuntas.
- Monitorar rotas de comunicação terrestre e impor infrações.
- Monitorar costumes, portos, aeroportos e postos de controle.
- Monitorar prisões e centros de detenção a pedido da autoridade competente.
- Colaborar com o Instituto Nacional de Migração na inspeção de documentos migratórios e na proteção de suas instalações.

Estrutura orgânica
O artigo 12 da Lei da Guarda Nacional indica uma estrutura de comando, cujos níveis são os seguintes:
- Secretária
- Comandante
- Coordenador Territorial
- Coordenador Estadual
- Coordenador da Unidade